# گوگو
گوگو شهری در شهرستان پوا در استان بولکیمده در بورکینافاسوی غربی مرکزی است جمعیت آن ۲۹۶۹ نفر است.